# Жеребкин, Василий Евсеевич
Василий Евсеевич Жеребкин (укр. Василь Овсійович Жерьобкін или укр. Жеребкін; 4 февраля 1921, село Ездецкое, Харьковская губерния — 15 мая 2002, Харьков, Украина) — советский и украинский учёный-правовед, доктор юридических (1981) и кандидат философских наук (1965), профессор (1983).
Участник Великой Отечественной войны. Главный ветеринарный врач 109-го стрелкового полка. Подполковник ветеринарной службы.
Профессор кафедр философии (1982—1996) и логики (1996—2002) Национальной юридической академии Украины имени Ярослава Мудрого (до 1991 года — Харьковский юридический институт, до 1995 года — Украинская юридическая академия). Заслуженный работник народного образования Украинской ССР (1991).

## Биография

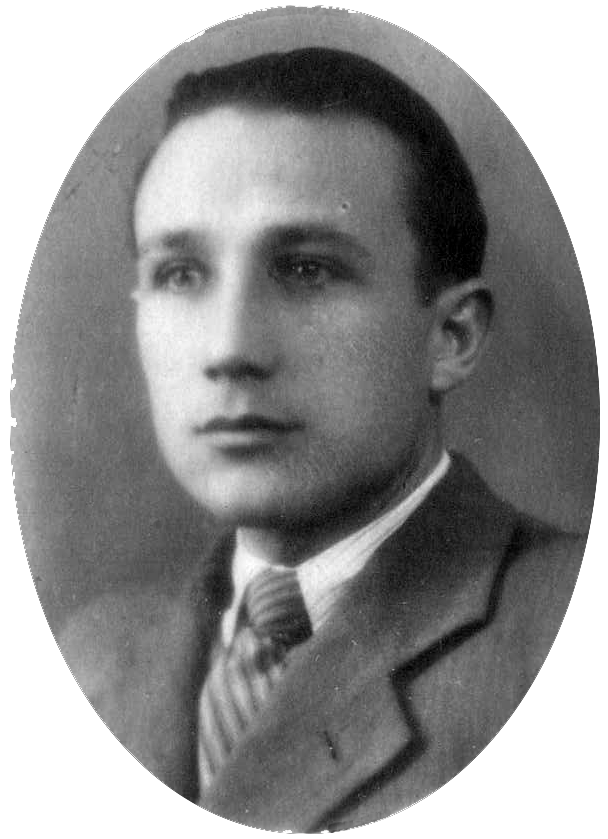
Студент Василий Жеребкин

Василий Жеребкин родился 4 февраля 1921 года в селе Ездецкое, которое ныне входит состав Ахтырского района Сумской области Украины. Высшее образование получил в Московской ветеринарной академии, по окончании которой получил специальность «ветеринарный врач», воинское звание военврач 3-го ранга и был отправлен на один из фронтов Великой Отечественной войны. Служил в 109-м стрелковом полку 74-й гвардейской стрелковой дивизии, занимал должность старшего ветеринарного врача полка. Имел воинское звание подполковника ветеринарной службы.
Наша дивизия была на конной тяге. В мои обязанности ветврача входило: оберегать лошадей от инфекционных заболеваний, не допускать падежа, лечить больных и раненых лошадей подковывать, следить за уходом, кормлением, эксплуатацией и прочее. Вся эта работа проводилась ветврачами, ветеринарным лазаретом, при котором находилась и походная кузница. Первым делом мы должны были постоянно искать необходимое нам железо, делать из него подковы и ковать лошадей. В централизованном порядке подковами мы не обеспечивались, а неподкованная лошадь, особенно зимой, в гололедицу, пушку не потянет. Поэтому все надо было делать самим, и мы делалиВасилий Жеребкин
В 1947 году Жеребкин был демобилизован, после чего получил второе высшее образование в Харьковском юридическом институте (ХЮИ), который с отличием окончил в 1951 году. После окончания ХЮИ продолжил обучаться в аспирантуре этого вуза, затем последовательно занимал должности ассистента и старшего преподавателя на кафедрах истории КПСС и философии и научного коммунизма ХЮИ.
С 1966 по 1982 год Василий Жеребкин работал на должности доцента на кафедре философии ХЮИ, а затем до февраля 1996 года был профессором этой кафедры в ХЮИ (с 1991 до 1995 года — Украинская юридическая академия). В феврале 1996 года кафедра философии была реорганизована, и от неё была отделена кафедра логики, на которой Жеребкин занял профессорскую должность. Продолжал работать профессором на кафедре философии Национальной юридической академии Украины вплоть до 2002 года.
Также занимался общественной деятельностью, с 1976 года был председателем Совета ветеранов войны и труда ХЮИ.
Василий Евсеевич Жеребкин скончался 15 мая 2002 года в Харькове.

## Научная деятельность
В круг научно-исследовательских интересов Василия Евсеевича входили такие проблемы, как: логическая структура нормы права и специфика юридических понятий, структура оценочных понятий в праве, применение логики во время судебного дознания. Занимался разработкой собственной логической техники анализа юридических понятий. Был одним из пионеров по изучению юридической логике в Украине.
В 1965 году за написание учебника «Логика», который стал первым в Украинской ССР учебником по одноименной дисциплине для студентов юридических вузов и факультетов Жеребкин получил учёную степень кандидата философских наук, а в 1981 году успешно защитил диссертацию на соискание учёной степени доктора юридических наук по теме «Содержание понятия „право“ (логко-юридический анализ)». В 1967 году ему было присвоено учёное звание доцента, а в 1983 (по другим данным в 1982) — профессора.
С 1982 года Жеребкин было членом специализированных учёных советов по защите диссертаций на соискание учёной степени доктора юридических наук.
Василий Евсеевич Жеребкин являлся автором и соавтором более чем 80 научных трудов. Основными среди них являются — «Логика» (1964, конспект лекций), «Логика» (укр. Логіка; 1968, 1995, 1998 — издание переработано и дополнено, 2001, 2005 и 2008; учебник), «Оценочные понятия права» (1976) и «Логический анализ понятий права» (1976, монография).

## Награды
Василий Евсеевич был удостоен орденов Отечественной войны I и II (6 апреля 1985) степеней и Красной Звезды (20 июня 1945), а также медалей «За боевые заслуги» (1 октября 1943), «За победу над Германией в Великой Отечественной войне 1941—1945 гг.» (9 мая 1945), «За освобождение Белграда» (9 июня 1945), «В ознаменование 100-летия со дня рождения Владимира Ильича Ленина», «Двадцать лет Победы в Великой Отечественной войне 1941—1945 гг.», «Тридцать лет Победы в Великой Отечественной войне 1941—1945 гг.», «30 лет Советской Армии и Флота», «40 лет Вооружённых Сил СССР», «50 лет Вооружённых Сил СССР» и «60 лет Вооружённых Сил СССР».
17 сентября 1991 года «за заслуги в развитии правоведения и подготовку высококвалифицированных юридических кадров» Жеребкину было почётное звание «Заслуженный работник народного образования Украинской ССР».